# 고등어조림
고등어조림은 한국의 생선 요리이다. 고등어를 이용한 생선조림으로, 토막 친 참고등어 등을 무나 감자 등의 채소와 함께 파, 마늘, 국간장, 고춧가루 등으로 양념하여 조린다.

## 사진

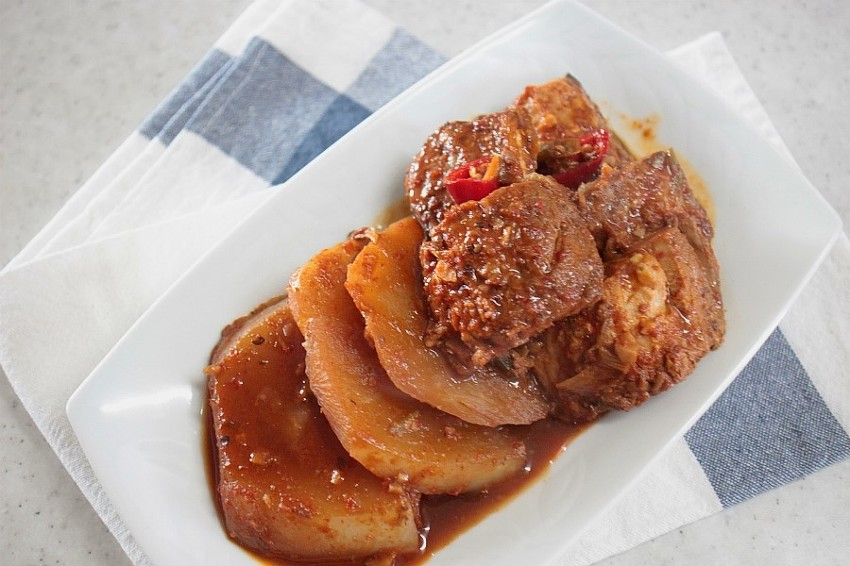
고등어조림
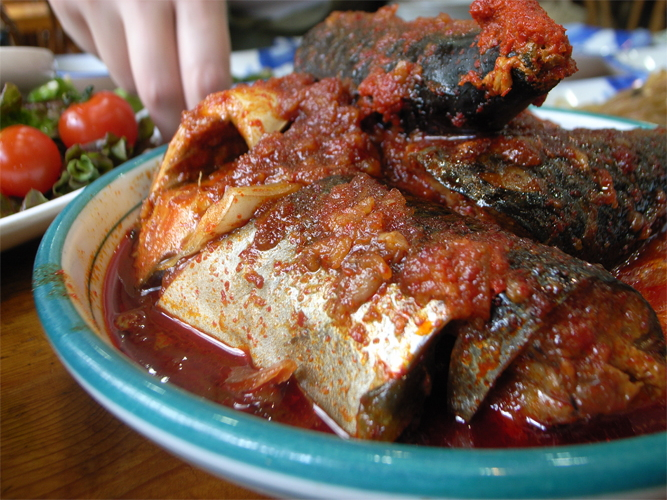
고등어조림

## 같이 보기
- 갈치조림